# Campionati africani di lotta 2023
I campionati africani di lotta 2023 sono stati la 38ª edizione della manifestazione continentale organizzata sotto l'egida dalla UWW. Si sono svolti dal 15 al 21 maggio 2023 presso la Hammamet Indoor Sports Hall di Hammamet, in Tunisia.

## Podi

### Lotta libera
| Evento | Oro                                | Argento                      | Bronzo                           |
| 57 kg  | Diamantino Iuna Fafé Guinea-Bissau | Gamal Mohamed Egitto         | Roland Nforsong Camerun          |
| 57 kg  | Diamantino Iuna Fafé Guinea-Bissau | Gamal Mohamed Egitto         | Khalil Barkouti Tunisia          |
| 61 kg  | Abdelhak Kherbache Algeria         | Firas Khalifa Tunisia        | Shehabeldin Mohamed Egitto       |
| 61 kg  | Abdelhak Kherbache Algeria         | Firas Khalifa Tunisia        | Yassine Jaa Marocco              |
| 65 kg  | Farouk Jelassi Tunisia             | Frederik Nortje Sudafrica    | Zohier Iftene Algeria            |
| 65 kg  | Farouk Jelassi Tunisia             | Frederik Nortje Sudafrica    | Omar Mourad Egitto               |
| 70 kg  | Said El Gahsh Egitto               | Mohamed Ali Zorgui Tunisia   | Pieter Roedulf Sudafrica         |
| 70 kg  | Said El Gahsh Egitto               | Mohamed Ali Zorgui Tunisia   | Sylvio Diatta Senegal            |
| 74 kg  | Amr Reda Hussen Egitto             | Bacar Ndum Guinea-Bissau     | Yassine Faraj Marocco            |
| 74 kg  | Amr Reda Hussen Egitto             | Bacar Ndum Guinea-Bissau     | Abdelkader Ikkal Algeria         |
| 79 kg  | Ahmed Khaled Mohamed Egitto        | Chemseddine Fetairia Algeria | Francisco Kadima Angola          |
| 79 kg  | Ahmed Khaled Mohamed Egitto        | Chemseddine Fetairia Algeria | Ebikeme Newlife Nigeria          |
| 86 kg  | Fateh Benferdjallah Algeria        | Saifeldin Elkoumy Egitto     | Harrison Onovwiomogbohwo Nigeria |
| 86 kg  | Fateh Benferdjallah Algeria        | Saifeldin Elkoumy Egitto     | Edward Louwis Lessing Sudafrica  |
| 92 kg  | Imed Kaddidi Tunisia               | Mahmoud Walid Ibrahim Egitto | Machiel Grobler Sudafrica        |
| 97 kg  | Mostafa Elders Egitto              | Mohamed Saadaoui Tunisia     | Nicolaas De Lange Sudafrica      |
| 125 kg | Diaaeldin Kamal Egitto             | Hamza Rahmani Tunisia        | Anas Lamkabber Marocco           |

#### Lotta greco-romana
| Evento | Oro                             | Argento                         | Bronzo                       |
| 55 kg  | Mohamed Yacine Dridi Algeria    | Adem Lamloum Tunisia            | Alexandro Haininga Namibia   |
| 60 kg  | Haithem Mahmoud Egitto          | Ibrahim Bunduka Sierra Leone    | Ismail Ettalibi Marocco      |
| 60 kg  | Haithem Mahmoud Egitto          | Ibrahim Bunduka Sierra Leone    | Romio Goliath Namibia        |
| 63 kg  | Abdeldjebar Djebbari Algeria    | Ahmad Baghduda Egitto           | Oussama Nasr Tunisia         |
| 67 kg  | Mohamed Ibrahim El-Sayed Egitto | Ishak Ghaiou Algeria            | Aymen Ben Ali Tunisia        |
| 72 kg  | Abdelmalek Merabet Algeria      | Mohamed Yehia Abdelkader Egitto | Radhwen Tarhouni Tunisia     |
| 77 kg  | Mohamed Zahab Khalil Egitto     | Akram Boudjemline Algeria       | Sami Slama Tunisia           |
| 82 kg  | Abdelkrim Ouakali Algeria       | Elias Chiguer Marocco           | Mahmoud Walid Ibrahim Egitto |
| 87 kg  | Bachir Sid Azara Algeria        | Emad Abouelatta Egitto          | Mohamed Dhia Jabri Tunisia   |
| 97 kg  | Mohamed Ali Gabr Egitto         | Adem Boudjemline Algeria        | Skander Missaoui Tunisia     |
| 130 kg | Abdellatif Mohamed Egitto       | Amine Guennichi Tunisia         | Hichem Kouchit Algeria       |

### Donne

#### Lotta libera
| Evento | Oro                           | Argento                        | Bronzo                   |
| 50 kg  | Mercy Genesis Nigeria         | Cheima Chebila Algeria         | Emma Wangila Kenya       |
| 53 kg  | Christianah Ogunsanya Nigeria | Nogona Bakayoko Costa d'Avorio | Ibtissem Doudou Algeria  |
| 53 kg  | Christianah Ogunsanya Nigeria | Nogona Bakayoko Costa d'Avorio | Abir Zarrouki Tunisia    |
| 55 kg  | Jumoke Adekoye Nigeria        | Achouak Tekouk Algeria         | Lobna Ichaoui Tunisia    |
| 57 kg  | Mercy Adekuoroye Nigeria      | Faten Hammami Tunisia          | Rayane Houfaf Algeria    |
| 59 kg  | Siwar Bousetta Tunisia        | Patience Opuene Nigeria        | Farah Ali Hussein Egitto |
| 62 kg  | Marwa Amri Tunisia            | Esther Kolawole Nigeria        | Fatoumata Camara Guinea  |
| 65 kg  | Khadija Jlassi Tunisia        | Ebipatei Mughenbofa Nigeria    | Eunice Mburu Kenya       |
| 68 kg  | Blessing Oborududu Nigeria    | Samah Abdellatif Egitto        | Nour Jeljeli Tunisia     |
| 72 kg  | Ebi Biogos Nigeria            | Menatalla Badran Egitto        | Zaineb Sghaier Tunisia   |
| 76 kg  | Samar Amer Egitto             | Hannah Rueben Nigeria          | Anta Sambou Senegal      |

## Paesi partecipanti
Hanno preso parte alla competizione 204 lottatori in rappresentanza di 21 nazioni.
1. Algeria (25)
2. Angola (13)
3. Costa d'Avorio (3)
4. Camerun (6)
5. Comore (2)
6. Capo Verde (3)
7. Egitto (26)
8. Guinea-Bissau (3)
9. Guinea (1)
10. Kenya (17)
11. Madagascar (5)
12. Marocco (24)
13. Mauritius (2)
14. Namibia (2)
15. Nigeria (17)
16. Sudafrica (14)
17. Senegal (3)
18. Sierra Leone (3)
19. Sudan (1)
20. Tunisia (30)
21. Uganda (4)

## Junior (Under-20)

### Ragazzi

#### Lotta libera
| Evento | Oro                              | Argento                        | Bronzo                     |
| 57 kg  | Khalil Barkouti Tunisia          | Ben Hachem Tarik Marocco       | Islam Zerrougui Algeria    |
| 61 kg  | Shehabeldin Mohamed Egitto       | Abderrahmane Benhamadi Algeria | Mohamed Manai Tunisia      |
| 65 kg  | Omar Mohamed Mourad Egitto       | Manaceu Ngonda Angola          | Kossai Ajimi Tunisia       |
| 70 kg  | Abderrahmane Benaissa Algeria    | Mohamed Ali Zorgui Tunisia     | Said Elgahsh Egitto        |
| 74 kg  | Mohamed Abdelhady Egitto         | Rayanne Essaidi Marocco        | Mohamed Bendjah Algeria    |
| 79 kg  | Matteo Tresse Capo Verde         | Karim Eldobay Egitto           | Youcef Douh Algeria        |
| 86 kg  | Harrison Onovwiomogbohwo Nigeria | Roberto Nsangua Angola         | Yacine Lakrout Algeria     |
| 92 kg  | Mohamed Aziz Beji Tunisia        | Hamza Kacedi Algeria           | Jones Mabungu Angola       |
| 97 kg  | Mohamed Salaheldin Egitto        | Radwane Radwane Tunisia        | Kegan Coetzee Sudafrica    |
| 125 kg | Fekry Eissa Egitto               | Brahim Melki Tunisia           | Nassim Boudechicha Algeria |

#### Lotta greco romana
| Evento | Oro                           | Argento                      | Bronzo                         |
| 55 kg  | Ahmed Abdelbary Shaban Egitto | Mohamed Kalila Algeria       | Virinao Nguatjiti Namibia      |
| 60 kg  | Mohamed Hkiri Tunisia         | Mouadh Tazekrit Algeria      | Mohamed Ayman Ibrahim Egitto   |
| 63 kg  | Adham Ayman Elsayed Egitto    | Oussama Nasr Tunisia         | Ali Sabri Kharouba Algeria     |
| 67 kg  | Moustafa Alameldin Egitto     | Fayssal Benfredj Algeria     | Koussay Melki Tunisia          |
| 72 kg  | Yehia Abdelkader Egitto       | Belhasan Azaouzi Tunisia     | Mohamed Zemmedj Algeria        |
| 77 kg  | Mahmoud Adel Ahmed Egitto     | Haithem Issaad Algeria       | Mohamed Malhi Tunisia          |
| 82 kg  | Mahmoud Walid Ibrahim Egitto  | Dhiyaeddine Remmache Algeria | Omar Rezgui Tunisia            |
| 87 kg  | Kareem Eldesouky Egitto       | Roberto Nsangua Angola       | Abderrahmen Bouguerra Algeria  |
| 97 kg  | Mehdi Ben Mohamed Tunisia     | Fares Issaad Algeria         | Mohamed Abdelnaby Ahmed Egitto |
| 130 kg | Fekry Eissa Egitto            | Mohamed Hassen Nasr Tunisia  | Adem Lenchi Algeria            |

### Ragazze

#### Lotta libera
| Evento | Oro                         | Argento                      | Bronzo                         |
| 50 kg  | Abir Zarrouki Tunisia       | Malak Osama Moustafa Egitto  | Asma Belaid Algeria            |
| 53 kg  | Fatima Bouchibi Algeria     | Chaima Nasri Tunisia         | Kyla Meyer Sudafrica           |
| 55 kg  | Tarilayefa Bekefula Nigeria | Achouak Tekouk Algeria       | Nour Raouafi Tunisia           |
| 57 kg  | Louji Yassin Egitto         | Saida Cheridi Tunisia        | Helena As Sudafrica            |
| 59 kg  | Farah Ali Hamada Egitto     | Kavelishimwe Abraham Namibia | Nawel Bahloul Algeria          |
| 62 kg  | Mastoura Soudani Algeria    | Gharam Askar Egitto          | Chahd Jeljeli Tunisia          |
| 65 kg  | Khadija Jlassi Tunisia      | Mouda Badawi Hamdoun Egitto  | Sofia Vemba Angola             |
| 68 kg  | Menatalla Badran Egitto     | Aya Ichaoui Tunisia          | Nassma Essatouri Marocco       |
| 72 kg  | Heba Sapry Ibrahim Egitto   | Nesrine Chwerfi Tunisia      | Lou Akissi Irie Costa d'Avorio |
| 76 kg  | Ranim Saidi Tunisia         | Ariana Xavier Capo Verde     | Non attribuita                 |

## Cadetti (Under-17)

### Ragazzi

#### Lotta libera
| Evento | Oro                        | Argento                     | Bronzo                         |
| 45 kg  | Mustapha Batnini Tunisia   | Carlos Giammello Sudafrica  | Calvin Dreyer Namibia          |
| 48 kg  | Dominick Aoun Sudafrica    | Haroun Bouthouri Tunisia    | Mohammed Adel Kheyar Algeria   |
| 51 kg  | Mokbel Sahli Tunisia       | Redouane Sissaoui Algeria   | Karim Elemary Egitto           |
| 55 kg  | Abdelghani Aid Algeria     | Rohan du Plessis Sudafrica  | Abdallah Jrad Tunisia          |
| 60 kg  | Ghayth Feleh Tunisia       | Kamal Amr Othman Egitto     | Petrus Walt Sudafrica          |
| 65 kg  | Fares Elsawy Egitto        | Miguel Vata António Angola  | Jaun Rosenblatt Hugo Sudafrica |
| 71 kg  | Mohamed Chibikh Algeria    | Ismail Hamed Elsayed Egitto | Mohamed Zwabi Tunisia          |
| 80 kg  | Juan Bisschoff Sudafrica   | Amenallah Kthiri Tunisia    | Non attribuita                 |
| 92 kg  | Wiandru Rooyen Sudafrica   | Hamza Kacedi Algeria        | Pieter Lafras Uys Namibia      |
| 110 kg | Marwan Ehab Mohamed Egitto | Anis Meziti Algeria         | Hendrik Louw Sudafrica         |

#### Lotta greco-romana
| Evento | Oro                            | Argento                       | Bronzo                        |
| 45 kg  | Calvin Dreyer Namibia          | Helmi Chihi Tunisia           | Carlos Giammello Sudafrica    |
| 48 kg  | Karim Elemary Egitto           | Dominick Aoun Sudafrica       | Sameh Jabri Tunisia           |
| 51 kg  | Omar Mohamed Ibrahim Egitto    | Adel Yakoub Fegas Algeria     | Phumlani Maphumulo Sudafrica  |
| 55 kg  | Ahmed Abdelbary Shaban Egitto  | Firas Bouthouri Tunisia       | Lazarus Haimbodi Namibia      |
| 60 kg  | Mohamed Ayman Ibrahim Egitto   | Petrus Walt Sudafrica         | Rayen Zayeni Tunisia          |
| 65 kg  | Mohamed Abdelrahim Egitto      | Ayoub Bentebiche Algeria      | Omar Malha Tunisia            |
| 71 kg  | Youssef Ahmed Badawy Egitto    | Zakaria Abes Algeria          | Abdelmajid Aouissaoui Tunisia |
| 80 kg  | Seef Sameh Abdalaziz Egitto    | Abderrahmen Bouguerra Algeria | Bilel Hafdhallah Tunisia      |
| 92 kg  | Abdelfattah Abdelzaher Egitto  | Pieter Lafras Uys Namibia     | Youcef Haddad Algeria         |
| 110 kg | Mohamed Abdelnaby Ahmed Egitto | Adem Lenchi Algeria           | Youssef Aloui Tunisia         |

### Ragazze

#### Lotta libera
| Evento | Oro                         | Argento                        | Bronzo                             |
| 40 kg  | Mareim Abdelaal Egitto      | Malak Sammoudi Tunisia         | Non attribuita                     |
| 43 kg  | Islem Nasr Tunisia          | Gharam Abdelaal Egitto         | Anouar Khelif Algeria              |
| 46 kg  | Dounia Zitouni Algeria      | Hadil Abdelli Tunisia          | Non attribuita                     |
| 49 kg  | Chloe Brewis Sudafrica      | Malak Osama Moustafa Egitto    | Nourhene Hedhli Tunisia            |
| 53 kg  | Manar Said Elmasry Egitto   | Fatima Zahra Bouchikhi Algeria | Malek Khelifi Tunisia              |
| 57 kg  | Sabah Eid Khamis Egitto     | Chahd Jeljeli Algeria          | Melissa Merzouk Tunisia            |
| 61 kg  | Chaima Dahi Tunisia         | Gloria Niyonkuru Burundi       | Ilissia Amara Algeria              |
| 65 kg  | Mouda Badawi Hamdoun Egitto | Yelda Outis Algeria            | Eya Bouafia Tunisia                |
| 69 kg  | Joseth Sasa Mavungu Angola  | Yasmine Bouregba Algeria       | Hadil Kahouli Tunisia              |
| 73 kg  | Melissa Belaid Algeria      | Rouyem Jlassi Tunisia          | Sarah Randrianandrasana Madagascar |